# 敦克尔斯泰内尔瓦德地区贝格恩
敦克尔斯泰内尔瓦德地区贝格恩是奥地利下奥地利州克雷姆斯兰县的一个市镇。总面积28.72平方公里，总人口1214人，人口密度42.3人/平方公里（2005年）。